# 2008-as Bombardier Learjet 550
A 2008-as Bombardier Learjet 550 a hetedik verseny a 2008-as IndyCar Series szezonban, a versenyt 2008. június 7-én rendezték meg az 1455 mérföldes (2342 km) Texas Motor Speedway-en, a texasi Fort Worth-ben. A verseny első felében három versenyző is kicsúszás miatt adta fel a versenyt név szerint Oriol Servià, Mario Dominguez és Justin Wilson. Az első 100 kör során Scott Dixon, Hélio Castroneves vagy Bruno Junqueira vezették a futamot de három kör erejéig Marco Andretti is vezette a futamot. A futam alatt kétszer volt sárga zászló abból is egy csak azért, hogy kitakarítsák a pályát.
21 körrel a vége előtt Meira boxkiállásra kényszerült és a vezető pozíciót Marco Andretti-nek kellett átadnia. Pillanatokkal később Enrique Bernoldi kicsúszott a 4-es kanyarban majd falnak csúszott. A 219. körben indult újra a verseny és még két körig vezetett aztán Dixon megleőzte Andretti-t. A következő körben a harmadik helyen autózó Ryan Hunter-Reay-el ütközött és feladni kényszerültek a versenyt mindketten. A versenyt végül sárga zászló alatt intették le és Dixon nyert mögötte a Castroneves kapaszkodott fel a baleset miatt a második helyre.

## Rajtfelállás
| Rajtsor | Belső ív | Belső ív       | Külső ív | Külső ív          |
| ------- | -------- | -------------- | -------- | ----------------- |
| 1       | 9        | Scott Dixon    | 3        | Hélio Castroneves |
| 2       | 6        | Ryan Briscoe   | 27       | Hideki Mutoh      |
| 3       | 7        | Danica Patrick | 12       | Tomas Scheckter   |
| 4       | 24       | John Andretti  | 8        | Will Power        |
| 5       | 4        | Vitor Meira    | 17       | Ryan Hunter-Reay  |
| 6       | 10       | Dan Wheldon    | 20       | Ed Carpenter      |
| 7       | 11       | Tony Kanaan    | 26       | Marco Andretti    |
| 8       | 2        | A.J. Foyt IV   | 5        | Oriol Servià      |
| 9       | 14       | Darren Manning | 06       | Graham Rahal      |
| 10      | 25       | Marty Roth     | 36       | Enrique Bernoldi  |
| 11      | 34       | Jaime Camara   | 19       | Mario Moraes      |
| 12      | 02       | Justin Wilson  | 96       | Mario Dominguez   |
| 13      | 15       | Buddy Rice     | 18       | Bruno Junqueira   |
| 14      | 23       | Milka Duno     | 33       | E.J. Viso         |

## Futam
| Pozíció                                              | #  | Versenyző         | Csapat                     | Futott kör | Idő/Kiesés oka | Rajthely | Élen | Pont |
| ---------------------------------------------------- | -- | ----------------- | -------------------------- | ---------- | -------------- | -------- | ---- | ---- |
| 1.                                                   | 9  | Scott Dixon       | Chip Ganassi Racing        | 228        | 2:04:36.3153   | 1        | 58   | 50   |
| 2.                                                   | 3  | Hélio Castroneves | Team Penske                | 228        | +0,0479        | 2        | 85   | 43   |
| 3.                                                   | 6  | Ryan Briscoe      | Team Penske                | 228        | +0,6173        | 3        | 12   | 35   |
| 4.                                                   | 10 | Dan Wheldon       | Chip Ganassi Racing        | 228        | +3,3000        | 11       | 0    | 32   |
| 5.                                                   | 11 | Tony Kanaan       | Andretti Green Racing      | 228        | +4,3124        | 13       | 0    | 30   |
| 6.                                                   | 27 | Hideki Mutoh      | Andretti Green Racing      | 228        | +5,0571        | 4        | 0    | 28   |
| 7.                                                   | 4  | Vitor Meira       | Panther Racing             | 227        | + 1 Kör        | 9        | 38   | 26   |
| 8.                                                   | 15 | Buddy Rice        | Dreyer & Reinbold Racing   | 227        | + 1 Kör        | 25       | 0    | 24   |
| 9.                                                   | 20 | Ed Carpenter      | Vision Racing              | 227        | + 1 Kör        | 12       | 0    | 22   |
| 10.                                                  | 7  | Danica Patrick    | Andretti Green Racing      | 227        | + 1 Kör        | 5        | 0    | 20   |
| 11.                                                  | 06 | Graham Rahal      | Newman/Haas/Lanigan Racing | 227        | + 1 Kör        | 18       | 0    | 19   |
| 12.                                                  | 2  | A. J. Foyt IV     | Vision Racing              | 226        | + 2 Kör        | 15       | 0    | 18   |
| 13.                                                  | 8  | Will Power        | KV Racing Technology       | 226        | + 2 Kör        | 8        | 0    | 17   |
| 14.                                                  | 33 | E. J. Viso        | HVM Racing                 | 226        | + 2 Kör        | 28       | 0    | 16   |
| 15.                                                  | 18 | Bruno Junqueira   | Dale Coyne Racing          | 226        | + 2 Kör        | 26       | 10   | 15   |
| 16.                                                  | 24 | John Andretti     | Roth Racing                | 226        | + 2 Kör        | 7        | 0    | 14   |
| 17.                                                  | 23 | Milka Duno        | Dreyer & Reinbold Racing   | 226        | + 2 Kör        | 27       | 0    | 13   |
| 18.                                                  | 19 | Mario Moraes      | Dale Coyne Racing          | 223        | + 5 Kör        | 22       | 0    | 12   |
| 19.                                                  | 26 | Marco Andretti    | Andretti Green Racing      | 222        | Vezetői hiba   | 14       | 25   | 12   |
| 20.                                                  | 17 | Ryan Hunter-Reay  | Rahal Letterman Racing     | 222        | Vezetői hiba   | 10       | 0    | 12   |
| 21.                                                  | 96 | Mario Domínguez   | Pacific Coast Motorsports  | 222        | + 6 Kör        | 24       | 0    | 12   |
| 22.                                                  | 25 | Marty Roth        | Roth Racing                | 221        | + 7 Kör        | 19       | 0    | 12   |
| 23.                                                  | 36 | Enrique Bernoldi  | Conquest Racing            | 210        | Vezetői hiba   | 20       | 0    | 12   |
| 24.                                                  | 34 | Jaime Camara      | Conquest Racing            | 210        | + 18 Kör       | 21       | 0    | 12   |
| 25.                                                  | 12 | Tomas Scheckter   | Luczo Dragon Racing        | 56         | Vezetői hiba   | 6        | 0    | 10   |
| 26.                                                  | 5  | Oriol Servià      | KV Racing Technology       | 47         | Vezetői hiba   | 16       | 0    | 10   |
| 27.                                                  | 02 | Justin Wilson     | Newman/Haas/Lanigan Racing | 39         | Vezetői hiba   | 23       | 0    | 10   |
| 28.                                                  | 14 | Darren Manning    | A. J. Foyt Enterprises     | 19         | Műszaki hiba   | 17       | 0    | 10   |
| Átlagsebesség: 159.740 mph (257.077 km/h)            |    |                   |                            |            |                |          |      |      |
| Változások az élen: 21 alkalommal 6 versenyző között |    |                   |                            |            |                |          |      |      |